# KK Krka Novo Mesto
Košarkaški klub Krka je slovenski košarkaški klub iz Novog Mesta.

## Povijest
Prvi košarkaški klub u Novom Mestu osnovan je 1948. godine.

## Trofeji
- EuroChallenge - pobjednik (1): 2011.
- ULEB kup - finalist (1): 2003.
- Jadranska liga - finalist (1): 2002.
- Druga ABA liga - pobjednik (1): 2017./18.
- Prvenstvo Slovenije (7): 2000., 2003., 2010., 2011., 2012., 2013., 2014.
- Slovenski kup (3): 2014., 2015., 2016.
- Slovenski superkup (5): 2010., 2011., 2012., 2014., 2016.

## Poznati igrači
- Jure Balažič
- Sani Bečirovič
- Tomaž Bolčina
- Domen Bratož
- Aleksandar Ćapin
- Žiga Dimec
- Zoran Dragić
- Dragiša Drobnjak
- Slavko Duščak
- Žiga Fifolt
- Martin Jančar Jarc
- Nebojša Joksimović
- Jaka Klobučar
- Maj Kovačevič
- Bojan Krivec
- Jaka Lakovič
- Luka Lapornik
- Domen Lorbek
- Marko Maravič
- Mirko Mulalić
- Edo Murić
- Tim Osolnik
- Smiljan Pavič
- Simon Petrov
- Matic Rebec
- Črt Ristič
- Matej Rojc
- Stanko Sebič
- Matjaž Smodiš
- Jakov Stipaničev
- Matic Šiška
- Miha Škedelj
- Matej Venta
- Matej Župevec
- Rene Žvan
- Erjon Kastrati
- Goran Ikonić
- Franjo Arapović
- Zvonko Buljan
- Dino Cinac
- Boris Gnjidić
- Jure Lalić
- Davor Marcelić
- Paolo Marinelli
- Ivo Nakić
- Mate Skelin
- Ivan Tomas
- Jakov Vladović
- Afik Nissim
- Jerome Jordan
- Alexis Wangmene
- Márton Báder
- Malcolm Armstead
- Jamie Arnold
- Jimmy Baxter
- Chris Booker
- Bennett Davison
- Richard Shields
- T. J. Sorrentine
- Curtis Stinson
- Duško Bunić
- Dalibor Đapa
- Dušan Đorđević
- Marko Đurković
- Nemanja Jelesijević
- Marko Jošilo
- Dušan Katnić
- Uroš Lučić
- Miloš Marković
- Uroš Nikolić
- Stefan Sinovec

## Poznati treneri
- Slavko Kovačevič
- Zoran Martič
- Rade Mijanović
- Aleš Pipan
- Aleksander Sekulić
- Slavko Seničar
- Predrag Milović
- Živko Ljubojević
- Petar Skansi
- Neven Spahija
- Ivan Sunara
- Aleksandar Džikić
- Naser Trajković

## Vanjske poveznice
- (slov.) Službena stranica  Arhivirana inačica izvorne stranice od 1. kolovoza 2007. (Wayback Machine)

| KK Krka | KK Krka |
| --- | ------- |
| |         |
| 5 Kovačevič \| 6 Sebič \| 7 Petrov \| 9 Pavič \| 11 Marcelić \| 12 Rakočević \| 13 Krivec \| 14 Koračin \| 15 Župevec \| 16 Balažič \| 21 Žnav \| 23 Shields \| -- Ingram \| -- Tomas Trener: Sunara |         |

| KK Krka | KK Krka |
| --- | ------- |
| |         |
| 5 Kovačevič \| 6 Sebič \| 7 Petrov \| 9 Pavič \| 11 Marcelić \| 12 Rakočević \| 13 Krivec \| 14 Koračin \| 15 Župevec \| 16 Balažič \| 21 Žnav \| 23 Shields \| -- Ingram \| -- Tomas Trener: Sunara |         |

| 1. A SKL (2009./10.) | 1. A SKL (2009./10.) |
| --- | -------------------- |
| |                      |
| Alpos Šentjur \| Nova Gorica \| Elektra Esotech \| Epic Misel \| Geoplin Slovan \| Helios Domžale Krka \| KK Hopsi Polzela \| Luka Koper \| TCG Mercator \| Union Olimpija \| Zagorje \| Zlatorog Laško |                      |

| 1. A SKL (2009./10.) | 1. A SKL (2009./10.) |
| --- | -------------------- |
| |                      |
| Alpos Šentjur \| Nova Gorica \| Elektra Esotech \| Epic Misel \| Geoplin Slovan \| Helios Domžale Krka \| KK Hopsi Polzela \| Luka Koper \| TCG Mercator \| Union Olimpija \| Zagorje \| Zlatorog Laško |                      |

| ABA liga                                                                                    | ABA liga |
| ------------------------------------------------------------------------------------------- | --- |
|                                                                                             | |
| Nazivi: Goodyear liga (2001. – 2006.) · NLB liga (2006. – 2011.) · ABA liga (2011. – danas) | |
|                                                                                             | |
| Sudionici 2024./25.                                                                         | Igokea (Laktaši / Aleksandrovac) · Mornar (Bar) · Budućnost (Podgorica) · Studentski centar (Podgorica) · Split · Zadar · Cibona (Zagreb) · Cedevita Olimpija (Ljubljana) · Krka (Novo Mesto) · Crvena zvezda (Beograd) · FMP (Beograd) · Partizan (Beograd) · Mega (Beograd / Srijemska Mitrovica) · Borac (Čačak) · Spartak (Subotica) · Dubai |
|                                                                                             | |
| Bivši sudionici (2001. – 2024.)                                                             | Borac (Banja Luka) · Bosna (Sarajevo) · Široki (Široki Brijeg) · Sloboda (Tuzla) · Levski (Sofija) · Lovćen (Cetinje) · Sutjeska (Nikšić) · ČEZ (Nymburk) · Kvarner (Rijeka) · Šibenik · Cedevita (Zagreb) · Zagreb · Maccabi (Tel Aviv) · Szolnoki Olaj · Karpoš Sokoli (Skoplje) · MZT (Skoplje) · Helios (Domžale) · Laško · Olimpija (Ljubljana) · Slovan (Ljubljana) · Šentjur · Koper Primorska (Kopar) · FMP Železnik (Beograd) · Radnički (Kragujevac) · Vojvodina Srbijagas (Novi Sad) · Metalac (Valjevo) · Vršac |
|                                                                                             | |
| Sezone:                                                                                     | 2001./02. · 2002./03. · 2003./04. · 2004./05. · 2005./06. · 2006./07. · 2007./08. · 2008./09. · 2009./10. · 2010./11. · 2011./12. · 2012./13. · 2013./14. · 2014./15. · 2015./16. · 2016./17. · 2017./18. · 2018./19. · 2019./20. · 2020./21. · 2021./22. · 2022./23. · 2023./24. · 2024./25. · |
|                                                                                             | |
| Prvaci:                                                                                     | Partizan (7) · Crvena zvezda (7) · FMP Železnik (2) · Olimpija (1) · Zadar (1) · Vršac (1) · Maccabi (1) · Cibona (1) · Budućnost (1) |
|                                                                                             | |
| Doprvaci:                                                                                   | Cedevita (4) · Partizan (4) · Cibona (3) · Crvena zvezda (3) · Budućnost (2) Krka (1) · Maccabi (1) · FMP Železnik (1) · Vršac (1) · Olimpija (1) · Mega (1) · |
|                                                                                             | |
| Prvaci regularne sezone:                                                                    | Crvena zvezda (6) · Partizan (4) · Cibona (2) · Olimpija (1) · Vršac (1) · FMP Železnik (1) · Maccabi (1) · Igokea (1) · Budućnost (1) |
|                                                                                             | |
| ostala natjecanja                                                                           | Druga ABA liga · Superkup ABA lige |

| ABA liga                                                                                    | ABA liga |
| ------------------------------------------------------------------------------------------- | --- |
|                                                                                             | |
| Nazivi: Goodyear liga (2001. – 2006.) · NLB liga (2006. – 2011.) · ABA liga (2011. – danas) | |
|                                                                                             | |
| Sudionici 2024./25.                                                                         | Igokea (Laktaši / Aleksandrovac) · Mornar (Bar) · Budućnost (Podgorica) · Studentski centar (Podgorica) · Split · Zadar · Cibona (Zagreb) · Cedevita Olimpija (Ljubljana) · Krka (Novo Mesto) · Crvena zvezda (Beograd) · FMP (Beograd) · Partizan (Beograd) · Mega (Beograd / Srijemska Mitrovica) · Borac (Čačak) · Spartak (Subotica) · Dubai |
|                                                                                             | |
| Bivši sudionici (2001. – 2024.)                                                             | Borac (Banja Luka) · Bosna (Sarajevo) · Široki (Široki Brijeg) · Sloboda (Tuzla) · Levski (Sofija) · Lovćen (Cetinje) · Sutjeska (Nikšić) · ČEZ (Nymburk) · Kvarner (Rijeka) · Šibenik · Cedevita (Zagreb) · Zagreb · Maccabi (Tel Aviv) · Szolnoki Olaj · Karpoš Sokoli (Skoplje) · MZT (Skoplje) · Helios (Domžale) · Laško · Olimpija (Ljubljana) · Slovan (Ljubljana) · Šentjur · Koper Primorska (Kopar) · FMP Železnik (Beograd) · Radnički (Kragujevac) · Vojvodina Srbijagas (Novi Sad) · Metalac (Valjevo) · Vršac |
|                                                                                             | |
| Sezone:                                                                                     | 2001./02. · 2002./03. · 2003./04. · 2004./05. · 2005./06. · 2006./07. · 2007./08. · 2008./09. · 2009./10. · 2010./11. · 2011./12. · 2012./13. · 2013./14. · 2014./15. · 2015./16. · 2016./17. · 2017./18. · 2018./19. · 2019./20. · 2020./21. · 2021./22. · 2022./23. · 2023./24. · 2024./25. · |
|                                                                                             | |
| Prvaci:                                                                                     | Partizan (7) · Crvena zvezda (7) · FMP Železnik (2) · Olimpija (1) · Zadar (1) · Vršac (1) · Maccabi (1) · Cibona (1) · Budućnost (1) |
|                                                                                             | |
| Doprvaci:                                                                                   | Cedevita (4) · Partizan (4) · Cibona (3) · Crvena zvezda (3) · Budućnost (2) Krka (1) · Maccabi (1) · FMP Železnik (1) · Vršac (1) · Olimpija (1) · Mega (1) · |
|                                                                                             | |
| Prvaci regularne sezone:                                                                    | Crvena zvezda (6) · Partizan (4) · Cibona (2) · Olimpija (1) · Vršac (1) · FMP Železnik (1) · Maccabi (1) · Igokea (1) · Budućnost (1) |
|                                                                                             | |
| ostala natjecanja                                                                           | Druga ABA liga · Superkup ABA lige |